# Polyrhachis proxima
Polyrhachis proxima é uma espécie de formiga do gênero Polyrhachis, pertencente à subfamília Formicinae.